# Ioan Alexandru Filipescu
Ioan Alexandru Filipescu (Bucarest, 1811-Bucarest, 1863) fue un político rumano.

## Biografía
Apodado «Vulpache», era hijo de Alecu Filipescu-Vulpea. Nació en Bucarest en 1811 y completó sus estudios en Francia, de donde regresó en 1835 con el título de licenciado en derecho, ocupando las funciones judiciales de miembro del Tribunal de Ilfov y miembro suplente del Tribunal. Retirado del país cuando estalló la revolución de 1848, regresó bajo el gobierno de Barbu Dimitrie Știrbei y fue nombrado secretario de Estado (ministro de Asuntos Exteriores). Tras la salida de Alexandru Ghica, formó parte del caimacam de tres junto con Manolache Băleanu e Ioan Manu. Posteriormente trabajó a favor de la unión de los Principados y fue ministro de Justicia y primer ministro al comienzo del reinado de Cuza. Elegido varias veces diputado del condado de Dolj, ocupó en 1863 el cargo de vicepresidente de la Asamblea de Diputados. Filipescu, que el 3 de diciembre de 1844 había contraído matrimonio con Elisa Bibescu, hija mayor de Gheorghe Bibescu, falleció en agosto de 1863 en Bucarest.